# Григорович-Барский, Дмитрий Дмитриевич
Дмитрий Дмитриевич Григорович-Барский (28.08.1909, Киев — 12.01.1996, Прага) — чехословацкий танцор и хореограф. Сын известного киевского адвоката и одного из руководителей партии кадетов Дмитрия Николаевича Григоровича-Барского. Выступал под именем Дмитрий Григорович и Дмитрий Барский. В 1926 году переехал в Чехословакию. С 1928 по 1933 год учился в Техническом университете в Праге. Он обучался в частном порядке у прима-балерины Национального театра Я. Никольской, а с 1935 года иногда выступал в Немецком театре в Праге, в театре «Шванда» в Смихове, в Большой оперетте.
Будучи иностранным гражданином, он испытывал трудности с получением постоянного контракта. Эпизодом было также его первое пребывание в Бренском государственном театре в 1938 году, где под руководством И. Вани-Псоты он начал изучать характер Ромео для премьеры балета Прокофьева «Ромео и Джульетта».
С 11 января 1940 года стал членом хора балета Национального театра, с января 1943 года — сольным танцором. В 1944 году был арестован гестапо и заключен в тюрьму до конца войны. После 1945 года он был членом Национального театра до 30.11.1946 и снова с 8.5.1947 по 31.8.1947. Затем он был привлечен в качестве сольного танцора в Государственном театре Брно (1949—1951), в Оломоуце (также в качестве хореографа в 1952—1955) и на этих должностях в театре имени Ф. Х. Шальды в Либерце в 1955—1960 годах.
В 1960 году вышел на пенсию. С 1949 по 1952 год преподавал в Брноской консерватории танца.

## Роли
- Гизела премьера СЕЗОН 1938/1939 — Молодой фермер
- Итальянские капризы премьера СЕЗОНА 1938/1939 — Джузеппе
- Щелкунчик премьера СЕЗОН 1938/1939 — русский
- Шахерезада премьера СЕЗОН 1938/1939 — 2-й Белый раб
- Орфей и Эвридика премьера СЕЗОН 1939/1940 — Балет No 48 Танцы
- От сказки к сказке премьера СЕЗОН 1939/1940 — Студент, Иностранный Принц, Хранитель Ключей
- Амайя премьера СЕЗОН 1940/1941 — Первая картина танцует
- Ведьмина любовь премьера СЕЗОНА 1940/1941 — Кармело, Танец любви
- Королева кукол премьера СЕЗОНА 1940/1941 — Кашпарек, Поэта
- Пер Гюнт премьера СЕЗОН 1940/1941 — Танго, Канкан
- Трехугольная шляпа премьера СЕЗОН 1940/1941 — Губернатор
- Большой кувшин премьера СЕЗОНА 1940/1941 — II. рыбак, Тарантелла, Кода
- Андерсен премьера сезона 1941/1942 — китайская танцовщица
- Южный фестиваль премьера СЕЗОН 1941/1942 — Ревнивый
- Жанна Зарисская премьера СЕЗОН 1941/1942 — Жанна Зарисская
- Зверь-крестьянин премьера СЕЗОН 1941/1942 — Полька во 2 акте
- Женская мельница премьера сезона 1942/1943 — Панта Вацлав
- Сказка о Хонзе премьера СЕЗОНА 1942/1943 — Дворжак
- Прелюдия премьера СЕЗОН 1942/1943 — На
- Прометей премьера СЕЗОНА 1942/1943 — Прометей
- Виолетта премьера СЕЗОН 1942/1943 — Цыганка — танец
- Обменянная невеста премьера СЕЗОН 1943/1944 — Танцы Полку, Танцы Фурианта, Танцы Фурианта
- Половецкие танцы премьера СЕЗОН 1945/1946 — Половецкий мальчик
- Кадетский бал (Государственный театр Брно) премьера СЕЗОНА 1949/1950 — Генерал, Мазурка
- Лебединое озеро (Государственный театр Брно) премьера СЕЗОН 1950/1951 — Охотники